# Jonathan Stroud
Jonathan Stroud (Bedford, 1970. október 27. –) angol író. Legismertebb fantasy regénysorozata a Bartimaeus-trilógia, amely egy vicces dzsinnről és az őt megidéző varázsló kalandjairól szól.

## Élete
Hatéves korában családjával együtt London közelébe, St. Albansba költöztek. Hét és kilencéves kora között sokat betegeskedett, sok időt töltött kórházban. Hogy figyelmét elterelje a betegségről, rengeteget olvasott. Képzelőerejét jobban megmozgatták azok a regények, melyek a fantázia világában játszódtak, a való élet történetei nem csigázták fel annyira. Ekkor esett szerelembe a fantasy műfajával. Nyolcévesen írta első könyvét Diamond Theft címmel, melyet saját maga illusztrált és „adott ki” (egy vonalas füzetről van szó). Felépítését tekintve a Kaland, Játék, Kockázat könyvekhez hasonló lapozgatós játékkönyv volt, ahol az olvasó maga alakíthatta történetét. Tizenegy és tizennégy éves kora között már jobban kidolgozott és illusztrált könyveket készített, Ian Livingstone és Steve Jackson munkásságát iránymutatónak tekintve. Nem csak az írás érdekelte, hanem a rajzolás is, sokáig a két hobbi holtversenyben állt nála. Játékkönyvekben, színjátékokban, versírásban és képregényekben is kipróbálta magát.
Ahogy idősödött egyre több és több könyvet olvasott, melynek hatására a Yorki Egyetem irodalom szakára felvételizett. Miután lediplomázott, nem tudta mihez kezdjen végzettségével, de szerencséjére a Walker Books könyvkiadónál szerkesztői állást ajánlottak neki, Londonban. Itt sokat tanult a gyermek és ifjúsági könyvekről. Ő egyeztetett az írókkal, az illusztrátorokkal és a nyomdával. Ezen elfoglaltságai mellett jutott ideje az írásra is, több kirakós könyvet készített a Walker számára de egy novella írásába is belekezdett. Szunnyadó tűz című könyvét 1999-ben jelentették meg, ekkor már tudta mit is akar igazán. 2001-ig azonban várnia kellett még, ekkor adta fel szerkesztői hivatását és fordult teljesen az írás felé.
Ugyanebben az évben házasodott meg, feleségével, Ginával két gyermeket nevelnek: Isabellet és Arthurt. St. Albansban élnek.
Magyarországon az Animus Kiadó jelenteti meg könyveit.

## Bartimaeus
2003-ban adták ki eddigi legismertebb és legsikeresebb történetének első részét: A szamarkandi amulettet. 2004-ben több díjat is nyert vele, köztük a 2004-es év legjobb ifjúsági fantasy könyvének járó elismerést is. Évenként követték egymást a folytatások, így 2006-ban Bartimaeus elköszönt az olvasóktól.
Arra a kérdésre, hogy melyik a kedvenc karaktere, azt válaszolta, hogy természetesen Bart. Az ő részeit szerette a legjobban írni.

## Érdekességek
- Az év kétharmadát írással tölti, hetente kb. 25 oldalt ír.
- Tíz legkedvesebb fantasy könyve, amik írói munkájára is hatással voltak:

1. Grettis saga (ismeretlen izlandi szerző, 1300 körül)
2. Vu Cseng-en: Nyugati utazás avagy a Majomkirály története (XVI. század)
3. Jonathan Swift: Gulliver’s Travels (1726, Gulliver utazásai)
4. Kenneth Grahame: The Wind in the Willows (1908, Szél lengeti a fűzfákat)
5. Charles Williams: War in Heaven (1930)
6. J. R. R. Tolkien: The Hobbit (1937, A hobbit)
7. Mervyn Peake: Titus Groan/Gormenghast (1946/1950)
8. Jack Vance: The Dying Earth (1950, Haldokló Föld)
9. Diana Wynne Jones: The Ogre Downstairs (1974)
10. Angela Carter: The Bloody Chamber and Other Stories (1979, A kínkamra és más történetek)

- Új könyve „Heroes of the Valley” címmel 2009 januárjában jelent meg Nagy-Britanniában és Németországban. A többi ország olvasóinak még várni kell rá.

## Eddigi munkássága
- Justin Credible’s Word Play World (1994)
- The Viking Saga of Harri Bristlebeard (1997)
- The Hare and the Tortoise (1998)
- Walking through the Jungle (1998)
- The Little Red Car (1999)
- Alfie’s Big Adventure (1999)
- Szunnyadó tűz (Buried Fire) (1999)
- Little Spike and Long Tail (2000)
- Golidilocks and the Three Bears (2000)
- Sightseers: Ancient Rome (2000)
- The Leap (2001)
- The Last Siege(2003)
- A szamarkandi amulett (The Amulet of Samarkand) (2003)
- A gólem szeme (The Golem's eye) (2004)
- Ptolemaiosz kapuja (Ptolemy's Gate) (2006)
- The Lost Treasure of Captain Blood (2006)
- Heroes of the Valley (2009)
- Salamon király gyűrűje (The Ring of Solomon) (2010)
- Lockwood és Tsa. - A sikító lépcső esete ( Lockwood & Co.The Screaming Staircase) (2013)
- Lockwood & Co. The whispering skull (2014)

## Magyarul
- Bartimaeus trilógia; Animus, Bp., 2004–2006
  - A szamarkandi amulett; ford. Tóth Tamás Boldizsár; 2004
  - A gólem szeme; ford. Pék Zoltán; 2005
  - Ptolemaiosz kapuja; ford. Pék Zoltán; 2006
- Bartimaeus. Salamon király gyűrűje; ford. Pék Zoltán; Animus, Bp., 2011
- Szunnyadó tűz; ford. Pék Zoltán; Animus, Bp., 2007
- A sikító lépcső esete; ford. Pék Zoltán; Animus, Bp., 2013 (Lockwood és Tsa)